# W. W. Dick
Wilburn Wilson „Skipper“ Dick (* 20. März 1907 in Eastland, Texas; † 20. Juni 2003) war ein US-amerikanischer Lehrer und Politiker (Demokratische Partei).

## Werdegang
Wilburn Wilson Dick, Sohn von H.S. und Nevada Dick, wurde 1907 im Eastland County geboren. Seine Jugendjahre waren vom Ersten Weltkrieg überschattet. Er hatte sechs Brüder. Die Familie zog 1918 nach Arizona und betrieb eine Farm bei Phoenix (Maricopa County). Dick besuchte die Roosevelt Grammer School und graduierte dann 1927 an der Phoenix Union High School. 1928 schrieb sich Dick am Arizona State Teachers College in Tempe ein. Während seiner Studienzeit spielte er Football, Basketball und Baseball. Seinen Abschluss machte er 1933. Danach trat er eine Anstellung als Lehrer im Tolleson School District an. Dick unterrichtete dort fünf Jahre lang. Im Anschluss wurde er Principal an der Littleton School. Er bekleidete den Posten zwei Jahre lang bis 1940.
1939 heiratete er Barbara M. Benson (1914–1996). Das Paar hatte mindestens vier Kinder.
Dick wurde 1941 zum Principal an der Scottsdale Elementary School ernannt. Dann wurde er zum Scottsdale School District Superintendent gewählt – ein Posten, den er von 1944 bis 1953 bekleidete. Im Frühjahr 1953 stimmte der Scottsdale District School Board gegen seine erneute Einstellung zum Scottsdale School District Superintendent. Als Folge davon kam es zu einer Auseinandersetzung zwischen den Unterstützern des Scottsdale District School Board und den Unterstützern von Dick. In diesem Zusammenhang wurde Dick beschuldigt, zu viel Zeit mit seinen landwirtschaftlichen Tätigkeiten zu verbringen, anstatt seiner Arbeit als Scottsdale School District Superintendent nachzugehen. Allerdings konnte Dick seine Unschuld beweisen. Dick konnte ein Schreiben der Schulbehörde vorlegen, worin ihm erlaubt wurde, seine Tätigkeit auf der Farm als Nebentätigkeit auszuüben. Obwohl Petitionen von seinen Fakultätsmitgliedern (50 von 51 haben für seine Wiedereinstellung unterzeichnet), Eltern und Studenten vorlagen, wurde Dick vom Scottsdale District School Board nicht wieder eingestellt. 1954 kandidierte er erfolgreich für den Posten als Maricopa County School Superintendent. Er wurde einmal wiedergewählt.
Bei den Wahlen im Jahr 1958 wurde er zum Superintendent of Public Instruction von Arizona gewählt. Dick trat Anfang 1959 seine zweijährige Amtszeit an. Er wurde zweimal in Folge wiedergewählt. Bei seiner dritten Wiederwahlkandidatur im Jahr 1964 erlitt er eine Niederlage gegen die republikanische Kandidatin Sarah Folsom. Er schied Anfang 1965 aus dem Amt. Eine der großen Kontroversen während seiner Administration betraf die staatlichen und bundesstaatlichen Beihilfen für die lokalen Schulbezirke. Durch die Annahme von bundesstaatlichen Beihilfen bestand die Gefahr, dass die lokalen Schulbezirke ihre eigenständige Autorität verlieren könnten. Dabei ging es um Millionen Dollar an Bundesmitteln.
Nach seinem Tod 2003 im Alter von 96 Jahren wurde er auf dem Green Acres Memorial Park in Scottsdale (Maricopa County) beigesetzt.